# Таємничий суперник
«Таємничий суперник» (англ. The Secret Adversary) — детективний роман англійської письменниці Агати Крісті, що уперше вийшов у видавництві «The Bodley Head» 1922 року. У романі вперше представлені Томмі й Таппенс Бересфорд, які з'являться ще в трьох романах і одному збірнику розповідей.

## Сюжет
Дія роману відбувається в Лондоні й інших містах Великої Британії в 1919 році. У молодої пари Томмі Бересфорда й Таппенс Коули немає ні роботи, ні грошей. Вони вирішують відкрити своє власне спільне підприємство «Молоді Авантюристи Лтд», де вони — молоді шукачі пригод, готові на будь-яку роботу. Вони вирішують не відмовлятися ні від яких замовлень, куди б їх не відправили й що б їм не доручили. 

Їхню розмову підслухує якийсь Містер Виттингон, що пропонує Таппенс відмінне жалування за дуже дивну роботу. Таппенс представляється ім'ям Джейн Фін (ім'я, що вона підслухала в тім же ресторані, де Виттингтон підслухав її розмову з Томмі). Виттингон міняється в обличчі. Він підозрює її в шантажі й виплачує їй і Томмі круглу суму грошей. Вони вирішують постежити за ним і спробувати знайти ще що-небудь, що стане приводом для шантажу. Однак наступного дня виявляється, що Виттингтон закрив свій офіс і зник. Єдина зачіпка — що злякала Виттингтона ім'я — Джейн Фін. Томмі й Таппенс вирішують розмістити в газеті оголошення, сподіваючись розшукати дівчину або знайти інформацію про неї.